# Theatres des Vampires
Theatres des Vampires – włoski zespół muzyczny grający na początku istnienia melodyjny black metal, aktualnie – rock/metal gotycki. Głównym tematem tekstów utworów grupy od początku jest wampiryzm, co widać zresztą z nazwy – jest ona zaczerpnięta z dzieł Anne Rice.

## Historia
Theatres des Vampires powstał w 1994 roku po rozpadzie znanego w latach dziewięćdziesiątych zespołu Sepolcrum. Zespół stał się jednym z pionierów gatunku nazwanego później vampiric metalem.
Na początku zespół grał symfoniczny black metal, lecz przez lata muzycy wykreowali własny styl – połączenie gotyku, muzyki elektronicznej, klasycznej, opery i rocka. Założycielami są Alexander „Lord Vampyr” i Roberth „Morgoth”. W 1995 r. wydali demo, które szybko się rozeszło. Jednak jeszcze w tym samym roku odszedł perkusista, a wraz z nim inni muzycy, w konsekwencji czego pierwszą płytę Theatres des Vampires „Vampyrisme, Necrophilie, Necrosadisme, Necrophagie” nagrał praktycznie sam Alexander. Już po nagraniu albumu dołączył do niego Roberth, a następnie Fabian „Necros”. Podczas nagrywania „The Vampire Chronicles” do składu dołączyła Justine, a na następnym wydawnictwie pojawiła się już także Sonya Scarlet.
Na „Suicide Vampire” miała się znaleźć przeróbka hitu Kylie Minogue „I Can't Get You Out of My Grave”, ale przez problemy prawne z wykonawczynią pierwotnej wersji wydanie tego utworu stało się możliwe dopiero w 2003 r. na kompilacji. W tym samym roku wyszła także reedycja debiutanckiej płyty zespołu, nagrana zupełnie od nowa, przearanżowana, z nową szatą graficzną i głosem Sonyi Scarlet. W dwóch bonusowych nagraniach wzięli udział goście: Valora Kanda (wokalista Christian Death) i Gian Pyras (gitarzysta Cradle of Filth).
W 2004 r. z zespołu odszedł Alexander. Tym samym Sonya Scarlet została jedynym głosem grupy i frontmanką.
W 2016 roku 14 października zespół wydał nową płytę – „Candyland”. Współpracowali przy nagraniach do niego z Billym T. Cooperem z JTR Sickert („Delusional Denial”) i z Fernando Ribeiro z Moonspell („Seventh Room”). Wszystkie teksty piosenek napisała Sonya poza „Photographic” ponieważ jest to cover piosenki zespołu Depeche Mode. Muzykę komponowała Scarlet, producentem muzycznym było Christian Ice. Przy nagraniach zespół współpracował także m.in. z Francesco Sosto, Luca Bellanovą czy Elisą Pezzuto.
W 2017 roku 25 lipca na swojej oficjalnej stronie na Facebooku Theatres des Vampires powitało swojego nowego gitarzystę – Flavio Gianella. Dziękowało również Giorgio Ferrantowi za dotychczasową współpracę.
Theatres des Vampires wydał wiele swoich płyt w angielskiej wytwórni Plastic Head. Obecnie współpracuje z wytwórnią Scarlet Records.

## Muzycy

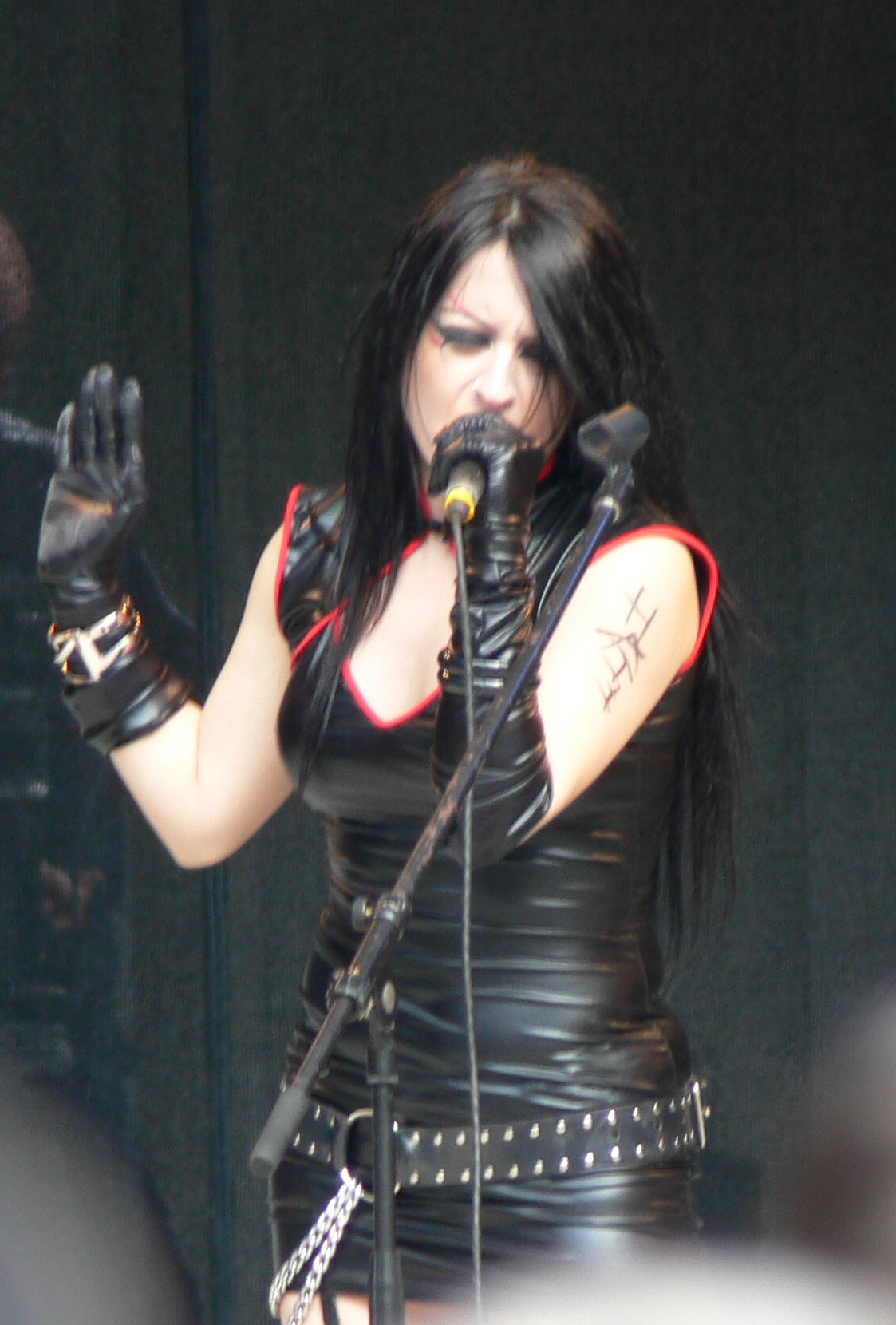
Sonya Scarlet

### Aktualny skład
- Sonya Scarlet – wokal
- Gabriel Valerio – perkusja, wokal wspierający
- Zimon Lijoi – gitara basowa, wokal wspierający
- Flavio Gianello – gitara

### Byli członkowie
- Alessandro Nunziati – wokal
- Robert Cufaro (znany również z Lord Vampyr) – gitara
- Justine – wokal
- John Piras – gitara, gościnny występ na płycie Vampirysme
- Fabian Varesi – instrumenty klawiszowe, wokal wspierający
- Robert Cufaro – gitara
- Giorgio Ferrante – gitara

## Dyskografia
- Nosferatu, eine simphonie des grauens – Demo (1996)
- Vampyrìsme, Nècrophilie, Nècrosadisme, Nècrophagie (1996)
- The Vampire Chronicles (1999)
- Bloody Lunatic Asylum (2001)
- Iubilaeum Anno Dracula 2001 – EP (2001)
- Suicide Vampire (2002)
- The (Un)Official History 1993-2003 – kompilacja (2003)
- Vampyrìsme... – reedycja albumu z 1996 roku (2003)
- The Blackend Collection – box set (2004)
- Nightbreed of Macabria (2004)
- Pleasure and Pain (2005)
- Desire of Damnation (2007)
- Anima Noir (2008)
- Moonlight Waltz (2011)[3]
- Candyland (2016)[4]